# Gaby Casadesus
Gaby Casadesus, née Gabrielle L'Hôte le 9 août 1901 à Marseille et morte à Paris le 12 novembre 1999, est une pianiste française. Épouse de Robert Casadesus, elle forma avec lui un célèbre duo de pianistes. Elle est la mère du pianiste Jean Casadesus et la cousine germaine par alliance de Gisèle Casadesus.

## Biographie
Elle obtint son 1er Prix de piano à l'âge de seize ans dans les classes de Louis Diémer et Marguerite Long. En 1921, elle épousa Robert Casadesus avec qui elle devait former un fameux duo, et créer notamment à Varsovie en 1934 le concerto pour deux pianos de son époux. Elle reçut les conseils entre autres de Gabriel Fauré, Maurice Ravel et Florent Schmitt. Elle joua également en formation de chambre avec Zino Francescatti, les quatuors Guarneri et Juilliard, ainsi qu'avec son fils Jean Casadesus, pianiste, qui disparut quelques mois avant son époux. Elle enseigna au Conservatoire américain de Fontainebleau que dirigea Robert Casadesus, à la Schola Cantorum de Paris, à l'Académie Maurice Ravel de Saint-Jean-de-Luz, au Mozarteum de Salzbourg ainsi que dans plusieurs universités américaines. Soucieuse de perpétuer la mémoire de Robert décédé en 1972, elle créa le Concours international de piano Robert Casadesus en 1975 à Cleveland aux États-Unis.
Parmi ses enregistrements célèbres, des impromptus de Chopin, ballades de Fauré, des pièces de Debussy, Mozart, Ravel, Chabrier.
Gaby Casadesus repose au cimetière de Recloses en Seine-et-Marne.

## Publications
Mes noces musicales, Gaby Casadesus et Jacqueline Muller, Sacem/Buchet-Chastel (1989)